# 桑達斯基 (伊利諾伊州)
桑達斯基（英語：Sandusky）是位於美國伊利諾伊州亞歷山大縣的一個非建制地區。該地的面積和人口皆未知。

## 地理
桑達斯基的座標為37°06′21″N 89°18′26″W / 37.10583°N 89.30722°W，而該地的平均海拔高度為104米（即341英尺）。